# Lilium iridollae
Lilium iridollae är en liljeväxtart som beskrevs av M.G.Henry. Lilium iridollae ingår i släktet liljor, och familjen liljeväxter. Inga underarter finns listade.

## Bildgalleri

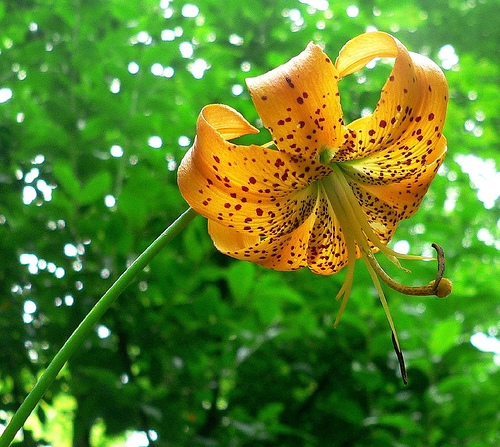
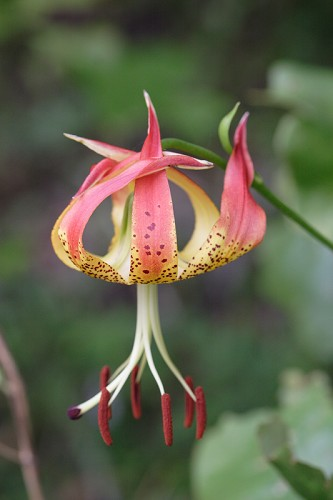
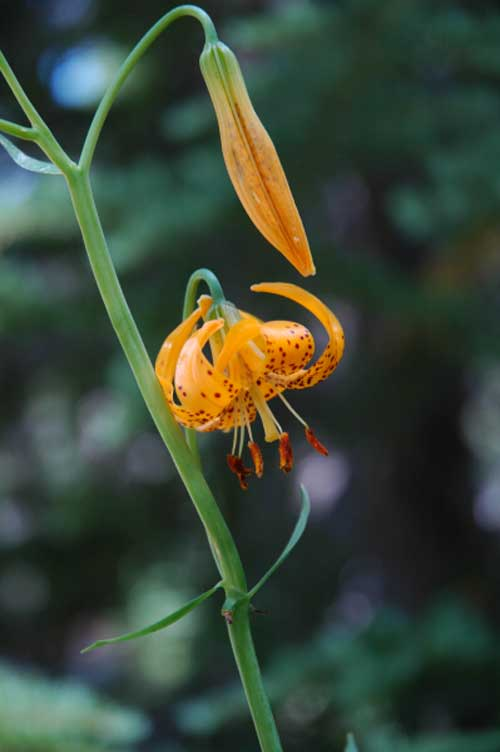
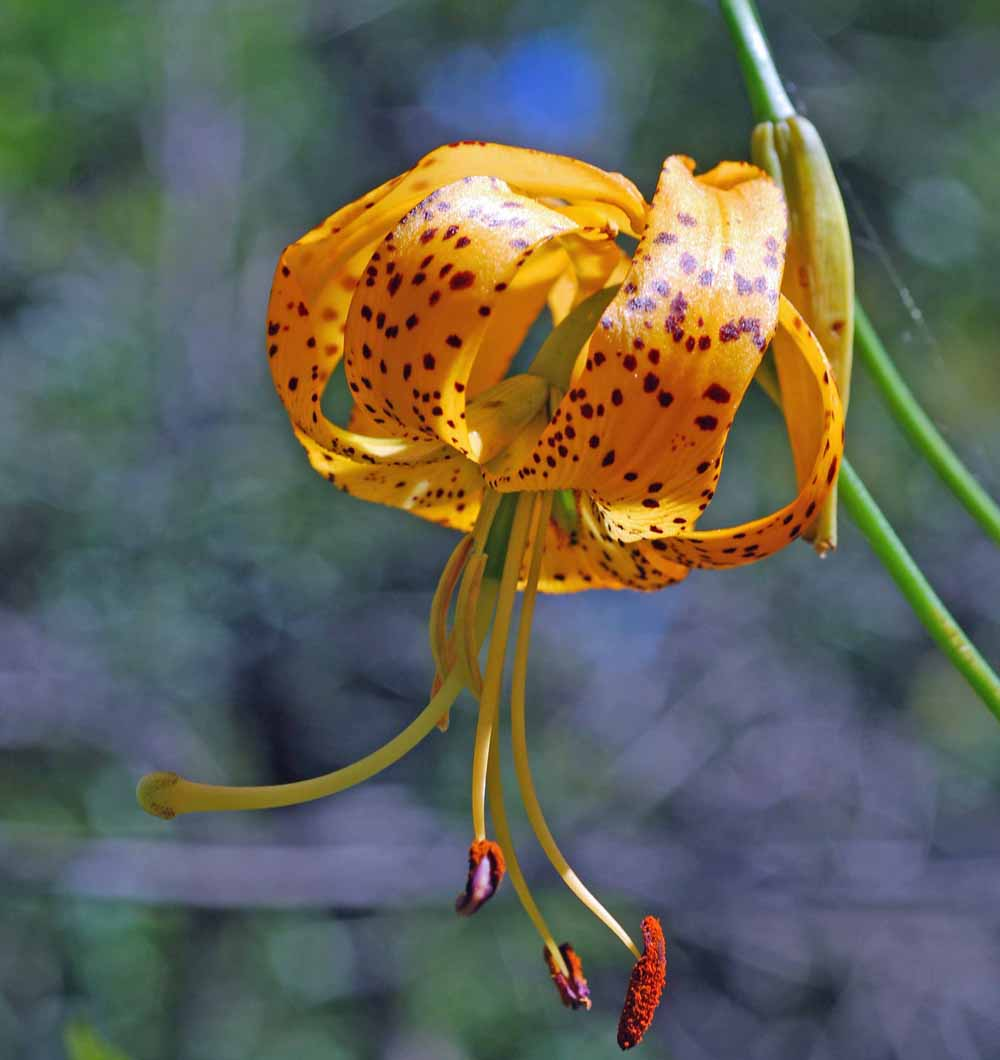